# Wilhelm Heinrich Meyer
Wilhelm Heinrich Meyer (* 11. Mai 1834 in Greifswald; † 29. Juni 1896 in Stettin) war ein deutscher Kaufmann. Er wirkte auch als Stadtrat und veröffentlichte zur Geschichte und Gegenwart von Stettin. 

## Leben
Wilhelm Heinrich Meyer wurde als Sohn eines Kolonialwarenhändlers in Greifswald geboren. Er arbeitete als Kaufmann in Stettin, im Jahre 1864 wurde er Mitglied der Korporation der Kaufmannschaft zu Stettin. 
Im Jahre 1868 heiratete Meyer Marie Hessenland, eine Tochter des bereits 1866 verstorbenen Stettiner Druckereibesitzers und Verlegers Franz Hessenland. Seitdem war Meyer für das Verlags- und Druckereigeschäft F. Hessenland tätig, dessen Mitinhaberin seine Ehefrau war. Daneben war er Mitglied des Aufsichtsrats in mehreren Aktiengesellschaften. Nach dem Tode seiner Ehefrau im Jahre 1894 ging der Geschäftsanteil an der Firma F. Hessenland auf ihn selber über.
Meyer war unbesoldeter Stadtrat der Stadt Stettin. Ferner war er an der Geschichte Pommerns, insbesondere an der Geschichte der Stadt Stettin, interessiert. Er war Vorstandsmitglied der Gesellschaft für pommersche Geschichte und Altertumskunde und Schatzmeister des Pommerschen Kunstvereins. Er veröffentlichte zur Geschichte und Gegenwart von Stettin. 
Nach seinem Tode trat sein Sohn Franz Joachim Meyer (* 1880; † 1925) als Mitinhaber in die Firma F. Hessenland ein. 

## Schriften
- Geschichte der Buchdruckerei und Verlagshandlung von F. Hessenland in Stettin vom Jahre 1577 bis zum Jahre 1877. F. Hessenland, Stettin 1877.
- Führer durch Stettin für Fremde und Einheimische. 1885.
- Stettin in alter und neuer Zeit. F. Hessenland, Stettin 1887 (Google Books).
- Stettin′s Actien-Gesellschaften. F. Hessenland, Stettin 1889.